# Don Rosa
Pour les articles homonymes, voir Rosa.
Keno Don Hugo Rosa, dit Don Rosa (né le 29 juin 1951 à Louisville, dans le Kentucky) est un auteur américain de comics.
Il s'est spécialisé dans les aventures des personnages de Donald Duck et de son univers : Donaldville, en portant une attention toute particulière au personnage de Balthazar Picsou. Il a créé une série retraçant sa jeunesse, qui lui a valu plusieurs récompenses et une reconnaissance importante dans le monde de la bande dessinée, au-delà du simple label Disney : La Jeunesse de Picsou (The Life and Times of Scrooge McDuck).
Il s'est démarqué de ses collègues auteurs de bandes dessinées Disney avec des scénarios plus épiques et matures allant parfois jusqu'au drame, un style graphique complexe fourmillant de détails comiques, et une tonalité globale très sarcastique. Ses récits sont un hommage constant à l'œuvre du créateur de Picsou Carl Barks, qu'il explique, complète et prolonge.
Sa carrière s'étend de 1987 à 2007, date à laquelle il prend sa retraite en raison de problèmes de santé et du manque de reconnaissance de Disney vis-à-vis des auteurs de comics. Il reste néanmoins très actif, la popularité de son œuvre lui valant de nombreuses invitations et sollicitations, ainsi que des hommages et des rééditions.

## Biographie

### Jeunesse
Keno Don Rosa naît le 29 juin 1951 à Louisville, dans le Kentucky, aux États-Unis. Ses parents tiennent une entreprise de construction qu'il est destiné à reprendre. Dès l'école primaire, Don Rosa s'intéresse au dessin ; il illustre les journaux de son école primaire puis de son école secondaire. Dans l'un d'entre eux, il écrit sa première histoire, Le Fils du soleil (The Son of the Sun). À aucun moment, il n'imagine pouvoir vivre du dessin, mais il continue à dessiner dans divers fanzines.
Il obtient une maîtrise d'ingénierie civile de l'université du Kentucky en 1973,. Parallèlement à ses études puis à son travail d'ingénieur civil, il dessine dans les années 1970 et 1980 un certain nombre d'aventures avec des personnages de son invention (The Pertwillaby Papers (en), The Adventures of Captain Kentucky…),. Mais cette activité lui prend du temps et lui rapporte peu, ce qui l'amène à arrêter en 1982.

### Débuts chez Disney
En 1986, alors que les bandes dessinées Disney ne sont plus publiées aux États-Unis depuis les années 1970 du fait de la désaffection du public, Disney autorise Gladstone, une petite maison d'édition créée par des fans, à en publier. Enthousiasmé par la nouvelle, Don Rosa téléphone à l'éditeur pour lui proposer d'écrire les aventures de Picsou. Connaissant le travail de Don Rosa dans les fanzines, l'éditeur l'invite à envoyer une aventure qui sera publiée si elle convient. Pour sa première histoire, Don Rosa reprend son récit Le Fils du soleil en mettant en scène Picsou. Séduit, Gladstone publie l'aventure en juillet 1987 et Don Rosa travaillera pour eux jusqu'en 1989, date à laquelle il interrompt sa collaboration à la suite de la décision de Disney de ne plus rendre les planches originales à leurs auteurs.

### Un auteur prolifique
En 1990, Don Rosa se met à travailler pour l'éditeur danois Egmont qui publie les bandes dessinées Disney dans son pays ; les histoires dessinées par Don Rosa sont également populaires dans les autres pays scandinaves. Au tournant des années 1990, Don Rosa travaillera également un temps avec l'éditeur néerlandais Oberon, ainsi qu'avec la maison mère Disney elle-même, et plus tard avec Hachette en France, éditrice de Picsou Magazine.

### Accès à la reconnaissance avecLa Jeunesse de Picsou
Son œuvre la plus connue est la série La Jeunesse de Picsou (The Life and Times of Scrooge McDuck) qui retrace les aventures qu'a vécues Picsou du jour où il gagna son fameux sou fétiche en cirant les chaussures d’un cantonnier, à celui où il devint le canard le plus riche du monde. Le génie de cette saga est représentatif du style narratif de Rosa, il introduit des éléments de toutes les histoires de Picsou de Barks en les incluant dans une grande histoire biographique. Il lie ainsi toutes ces références entre elles et leur confère un caractère légendaire. Outre les clins d’œil à Barks, la Jeunesse de Picsou est remplie de références historiques. Don Rosa peaufine ainsi le personnage de Picsou en lui offrant une nouvelle perspective historique et une profondeur psychologique qui tranchent avec les standards usuels de Disney pour ses personnages intemporels.
Cette série lui a valu un Will Eisner Award (best continuing series) en 1995, la récompense la plus prestigieuse pour un auteur de comics. Il en remportera un second en 1997 (best artist/writer, humour).
En France, Don Rosa participe en 2013 et 2016 au Festival d'Angoulème, et l'année suivante au Comic Con de Paris.

### Ennuis de santé et arrêt de travail
En 2008, Keno Don Rosa est hospitalisé pour des problèmes ophtalmiques consécutifs à un décollement de rétine. Le 2 juin 2008, il déclare au forum danois Komiks.dk qu'il ne dessinera plus de bandes dessinées. Si son état de santé est en partie responsable de sa décision d'arrêter, il explique dans un ouvrage autobiographique (The Don Rosa Collection) que son choix est avant tout motivé par les conditions de rémunération imposées par Disney et le mauvais traitement subi par leurs dessinateurs en général : en effet, bien que les œuvres de Don Rosa se soient très bien vendues, il n'a jamais touché de droit d'auteurs sur celles-ci.

## Analyse de son œuvre

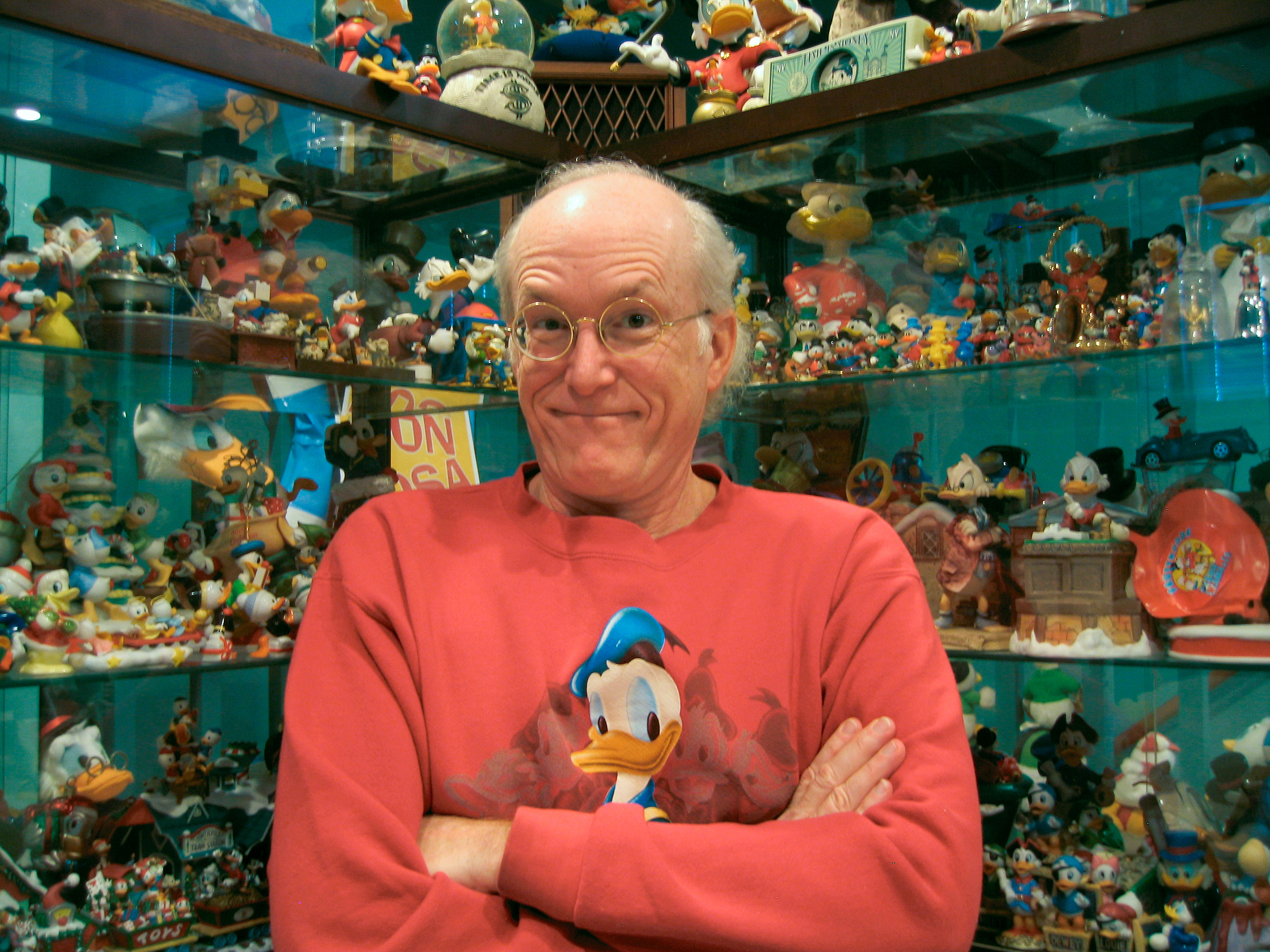
Don Rosa chez lui, entouré des canards qu'il a illustrés (2010).

### Graphismes et clin d’œil
Son dessin se caractérise par un foisonnement de détails. Cela permet d'ancrer l'intrigue dans l'histoire réelle, mais également d'entourer l'action principale de petits gags, animaux, etc. Par exemple : de la faune au comportement très humain ou le personnage de Mickey Mouse caché ou malmené. Au grand dam de son éditeur américain, Don Rosa parvient grâce à son dessin à introduire l'hommage à Carl Barks décrit ci-dessous (D.U.C.K.).

### Hommage à l'histoire
L'autre force de Don Rosa réside dans sa capacité à ancrer ses histoires dans un contexte historique réel et à pouvoir jouer sur les émotions du lecteur. Ainsi croise-t-on dans ses histoires des personnages historiques comme Theodore Roosevelt, Geronimo, les frères Dalton et bien d'autres encore. À travers ses histoires, Don Rosa fait également passer des messages tels que le respect de la nature, comme dans La Guerre des Windigos.

### Hommage à Carl Barks
Du fait de son talent et de sa connaissance de l'univers de Donald Duck, Don Rosa apparaît comme le digne successeur de Carl Barks, le « père » de Balthazar Picsou. Don Rosa crée ainsi des histoires qui font référence aux histoires de Barks. Néanmoins, il met en exergue certains thèmes sur l'amour familial qui lie Picsou, Donald et Riri, Fifi et Loulou. Don Rosa peint ainsi un milliardaire avare en argent, mais pas en sentiments ; et un Donald soucieux de ses neveux, plus encore que dans les histoires de Barks.
Pour preuve de son admiration et de son respect envers Barks, Don Rosa cache systématiquement dans la première image de ses histoires l'acronyme D.U.C.K. qui signifie Dedicated to Unca Carl from Keno que l'on retrouve dans la plupart de ses bandes dessinées Disney. En outre, cette abréviation fait aussi référence aux personnages de Donald Duck et Balthazar Picsou (Scrooge McDuck en anglais), principaux héros des histoires de Don Rosa.

### Psychologie des personnages
Cependant, Don Rosa se distingue de Barks en cherchant à raconter les origines des personnages, de Donaldville et des lieux comme le plan du coffre-fort de Picsou, là où Barks préférait sous-entendre et suggérer. Les personnages sont aussi plus complexes chez Don Rosa : Picsou doute de lui-même, s'emporte facilement, Donald est parfois courageux car il déborde d'un amour paternel pour ses neveux. Don Rosa parvient même à raconter des histoires tristes dans des bandes dessinées destinées à la jeunesse : l'annonce de la mort de sa mère déclenche le final de L'Empereur du Klondike et Picsou est montré plusieurs fois en train de se recueillir sur la tombe de sa mère et de son père qui est dessiné mort à la fin du Milliardaire des landes perdues. Reste néanmoins que l'éditeur danois Egmont refuse que Don Rosa travaille sur Della Duck, la mère de Riri, Fifi et Loulou. Elle fera toutefois une apparition, quoique très brève, enfant, aux côtés de son frère Donald, à la fin de l'histoire Le Canard le plus riche du monde.

### Travail sur Balthazar Picsou
Don Rosa est surtout connu pour son travail sur Picsou, sans doute le personnage le plus populaire de tous ceux créés par Carl Barks.

#### La Jeunesse de Picsou
Barks faisait parfois de très courts flashbacks sur la jeunesse de son personnage, mais ils ne servaient généralement qu'à introduire une nouvelle aventure du milliardaire et de ses neveux. Don Rosa, lui, commence dès 1992 une série centrée sur la jeunesse de Picsou, où il exploite ces flashbacks pour donner une logique au parcours du canard le plus riche du monde avant qu'il ne rencontre ses neveux. Le dernier épisode se déroule d'ailleurs le lendemain de l'action de Noël sur le mont Ours, où Picsou faisait sa première apparition.

#### Psychologie

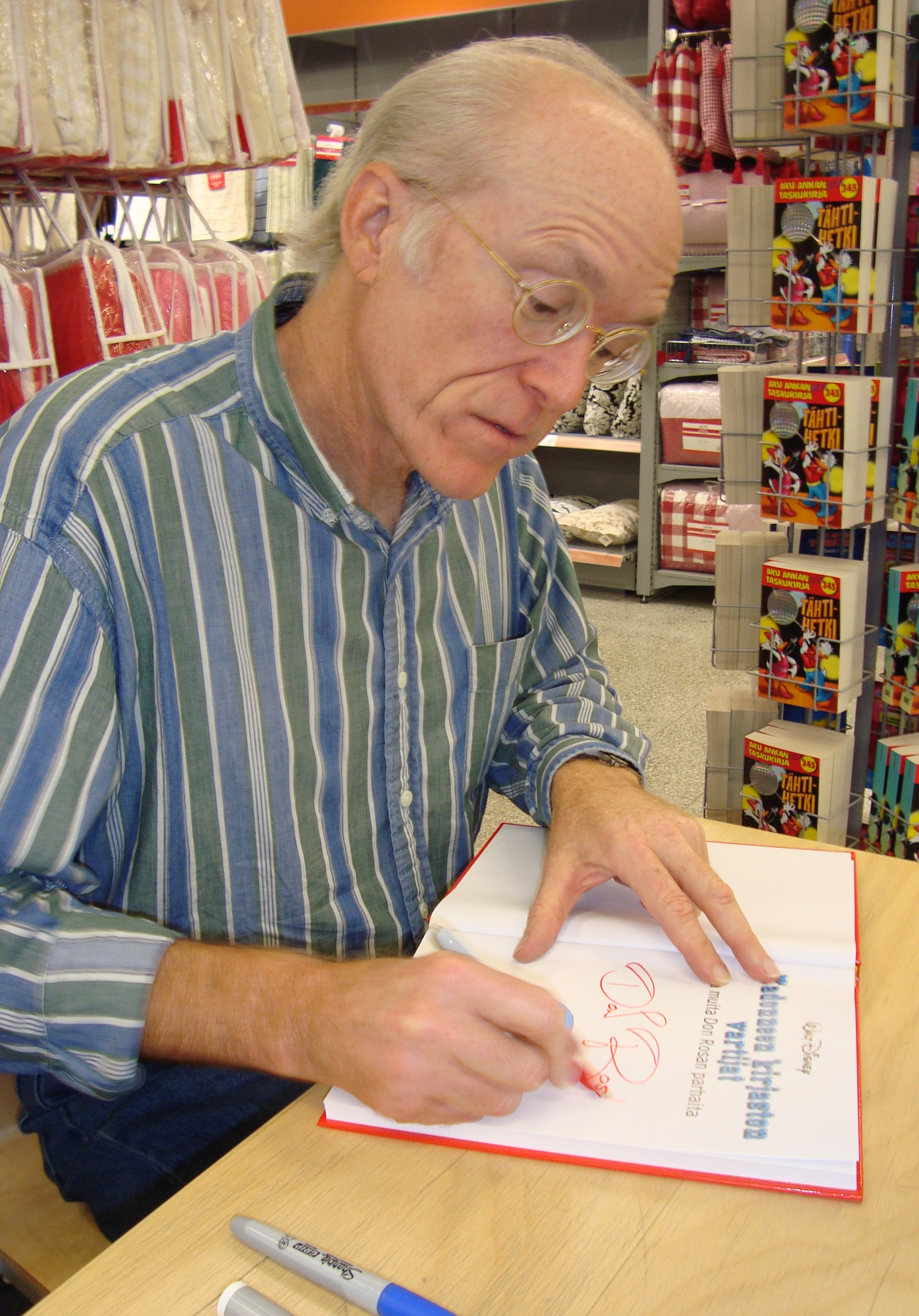
Don Rosa en 2008 lors d'une séance de dédicace à Helsinki, en Finlande.

Le travail de Rosa sur la psychologie de Picsou est lui aussi très impressionnant, car il y en a assez peu dans les histoires de Barks (Picsou est au départ presque totalement dénué de sentiments, mais s'adoucit au fil des années. Sa psychologie n'est jamais plus profondément explorée). C'est notamment La Jeunesse de Picsou qui lui permet de donner une âme au personnage. Ce dernier est ainsi sans cesse nostalgique de sa jeunesse en Écosse, de son histoire d'amour ratée avec Goldie O'Gilt, et regrette de n'avoir pas consacré plus de temps et d'amour à ses sœurs Matilda et Hortense. Mais l'histoire dans laquelle la psychologie de Picsou est sans doute la plus poussée est Une lettre de la maison.
Dans les dernières pages de Une lettre de la maison, où Picsou retrouve sa sœur Matilda après 25 ans de séparation, il s'effondre en larmes devant elle après qu'elle lui a dit tout le mal qu'elle pensait de lui. Il révèle alors que, pour lui, l'argent n'est pas une monnaie d'échange mais des souvenirs de ses aventures (c'était déjà sous-entendu dans les précédentes histoires, mais cela n'était pas dit aussi clairement) et qu'il est jaloux de Donald, qui, en recueillant Riri, Fifi et Loulou, a fondé une famille, ce que lui-même n'a jamais réussi à faire. Il va même jusqu'à déclarer qu'il considère Donald comme étant bien plus riche que lui. Cette histoire est très intéressante, car elle marque le véritable dénouement du cycle de La Jeunesse de Picsou : Picsou fait enfin la paix avec son passé, avec une émouvante réconciliation avec sa sœur, et retrouve une lettre de son défunt père, qui lui déclare qu'il était fier de lui, alors que Picsou était persuadé du contraire, ce qui lui enlève un énorme poids sur la conscience. Cette histoire sera d'ailleurs une des dernières de Rosa.

## Nombre de planches publiées

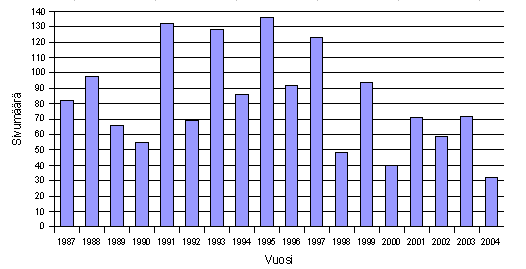
Nombre de planches dessinées par Don Rosa publiées entre 1987 et 2004

## Les histoires de Don Rosa
Cet index est initialement tiré de la base Inducks. Les histoires sont classées dans l'ordre chronologique de première parution.
Pour les douze épisodes initiaux et les histoires évoquant le passé de Picsou, voir l'article La Jeunesse de Picsou.
| Référence   | Personnage          | Titre original                                        | 1re parution   | Titre français                                       | 1re parution française |
| ----------- | ------------------- | ----------------------------------------------------- | -------------- | ---------------------------------------------------- | ---------------------- |
| AR 102      | Oncle Picsou        | The Son of the Sun                                    | juillet 1987   | Le Fils du soleil °                                  | PM no 200              |
| AR 103      | Oncle Picsou        | Nobody's Business                                     | août 1987      | La Valse des investisseurs                           | PM no 192              |
| AR 104      | Donald Duck         | Mythological Menagerie                                | octobre 1987   | Chat sœur deux trop fée !                            | JM no 1886             |
| AR 105      | Donald Duck         | Recalled Wreck                                        | décembre 1987  | Caisse à la casse °                                  | JM no 1889             |
| AR 106      | Oncle Picsou        | Cash Flow                                             | décembre 1987  | L'argent coule à flots !                             | JM no 1860             |
| AR 107      | Oncle Picsou        | The Paper Chase                                       | mai 1988       | Course à l'info / La Chasse au canard...             | JM no 1954             |
| AR 108      | Donald Duck         | Fit to be Pied                                        | février 1988   | Citrouille carabinée                                 | JM no 1949             |
| AR 109      | Donald Duck         | Fir-Tree Fracas                                       | mars 1988      | Mon Beau Sapin                                       | JM no 1957             |
| AR 110      | Donald Duck         | Oolated Luck                                          | avril 1988     | La poisse au thon                                    | JM no 1956             |
| AR 113      | Oncle Picsou        | Last Sled to Dawson                                   | juin 1988      | Dernier Raid pour Dawson                             | PM no 216              |
| AR 116      | Donald Duck         | Rocket Reverie                                        | juillet 1988   | Rocket de rêve                                       | JM no 1973             |
| AR 118      | Oncle Picsou        | Fiscal Fitness                                        | juillet 1988   | Le Poids de la fortune                               | JM no 1953             |
| AR 119      | Donald Duck         | Metaphorically Spanking                               | août 1988      | Galère buissonnière °                                | JM no 1943             |
| AR 125      | Donald Duck         | The Crocodille Collector                              | octobre 1988   | Donald et la chasse aux crocos du Nil °              | PM no 221              |
| AR 128      | Oncle Picsou        | Fortune on the Rocks                                  | novembre 1988  | Le pic de la fortune °                               | PM no 218              |
| AR 130      | Donald Duck         | Return to Plain Awful                                 | mai 1989       | Retour à Sétatroce °                                 | PM no 218              |
| AR 143      | Oncle Picsou        | The Curse of Nostrildamus                             | juillet 1989   | La Malédiction de Nostrablairus °                    | PM no 226              |
| AR 145      | Oncle Picsou        | His Majesty McDuck                                    | août 1989      | Sa Majesté Picsou Ier                                | PM no 240              |
| H 85218     | Donald Duck         | Well-educated Duck                                    | janvier 1990   | Tel oncle, tels neveux                               | PM no 312              |
| H 87112     | Daisy Duck          | Forget Me Not                                         | mars 1990      | L'Agenda de Daisy                                    | PM no 376              |
| H 87173     | Oncle Picsou        | Leaky Luck                                            | avril 1990     | Fortune de poche !                                   | DCV no 20              |
| H 87178     | Donald Duck         | Give Unto Others                                      | mars 1990      | Un Bon Coup de canne                                 | JM no 2066             |
| H 89068     | Oncle Picsou        | On a Silver Platter                                   | mars 1990      | Sur un plateau d'argent                              | JM no 2202             |
| H 89174     | Géo Trouvetou       | The Pied Piper of Duckburg                            | avril 1990     | Fait comme un rat                                    | JM no 2020             |
| KD 0190     | Donald Duck         | The Money Pit                                         | juin 1990      | Mineur de coffre °                                   | JM no 2047             |
| D 90057     | Donald Duck         | The Master Landscapist                                | novembre 1990  | L'Ami des jardins                                    | JM no 2056             |
| D 90147     | Donald Duck         | On Stolen Time                                        | janvier 1991   | À temps perdu…                                       | JM no 2051             |
| D 90161     | Donald Duck         | The Duck who Fell to Earth                            | mai 1991       | Il tombe des sots                                    | JM no 2072             |
| D 90227     | Donald Duck         | Treasure Under Glass                                  | janvier 1991   | Trésor sous cloche                                   | PM no 247              |
| D 90314     | Oncle Picsou        | Return to Xanadu                                      | mars 1991      | Retour à Tralla La °                                 | PM no 241              |
| D 90345     | Donald Duck         | Incident at McDuck Tower                              | août 1991      | La Tour infernale                                    | JM no 2111             |
| D 91071     | Oncle Picsou        | Island at the Edge of Time                            | octobre 1991   | L'Île du bout du temps °                             | PM no 259              |
| D 91192     | Oncle Picsou        | War of the Wendigo                                    | octobre 1991   | La Guerre des Windigos                               | PM no 256              |
| D 91076     | Donald Duck         | Super Snooper Strikes Again                           | janvier 1992   | Super Donald contre Super Duflair                    | JM no 2209             |
| D 92380     | Les Castors Juniors | The Guardians of the Lost Library                     | septembre 1993 | La Bibliothèque perdue                               | PM no 300              |
| D 93287     | Donald Duck         | From Duckburg to Lillehammer                          | février 1994   | Sports divers                                        | JM no 2274             |
| D 93574     | Donald Duck         | The Duck Who Never Was                                | mai 1994       | Si Donald n'existait pas ?                           | JM no 2190             |
| D 94012     | Oncle Picsou        | The Treasury of Croesus                               | janvier 1995   | Le Trésor de Crésus                                  | PM no 294              |
| D 94066     | Oncle Picsou        | The Universal Solvent                                 | mars 1995      | Le « Dissoutou »                                     | PM no 291              |
| G TEM 9510  | Oncle Picsou        | Gyro's Beagle Trap                                    | octobre 1995   | Piège à Rapetou                                      | PM no 378              |
| D 94144     | Donald Duck         | The Lost Charts of Columbus                           | octobre 1995   | Les Cartes perdues de Christophe Colomb              | PM no 306              |
| D 94202     | Oncle Picsou        | The Incredible Shrinking Tightwad                     | septembre 1995 | Un problème de taille                                | PM no 295              |
| D 95079     | Donald Duck         | The Once and Future Duck                              | mai 1996       | Fracture temporelle                                  | PM no 302              |
| D 95153     | Oncle Picsou        | The Treasure of the Ten Avatars                       | juin 1996      | Le Trésor des dix avatars                            | PM no 307              |
| D 96001     | Oncle Picsou        | A Matter of Some Gravity                              | août 1996      | Un problème sans gravité                             | PM no 304              |
| D 96066     | Oncle Picsou        | The Last Lord of Eldorado                             | juillet 1997   | Un dernier seigneur pour Eldorado                    | PM no 318              |
| D 96203     | Oncle Picsou        | Attack of the Hideous Space-Varmints                  | janvier 1997   | Les abominables monstres de l'espace attaquent       | PM no 312              |
| D 94121     | Donald Duck         | An Eye for Detail                                     | mai 1997       | Un œil pour le détail                                | PM no 309              |
| D 96325     | Oncle Picsou        | A Little Something Special                            | juin 1997      | Un petit cadeau très spécial                         | PM no 311              |
| D 97052     | Les Castors Juniors | W.H.A.D.A.L.O.T.T.A.J.A.R.G.O.N.                      | octobre 1997   | C.E.S.T.D.U.C.H.A.R.A.B.I.A.                         | PM no 310              |
| HC SKATE 8A | Donald Duck         | The Annual Speedskating Race of the Burg of Ducks     | 1998           | (histoire non officielle)                            | GEP no 7               |
| D 97346     | Oncle Picsou        | The Black Knight                                      | mai 1998       | Picsou contre le chevalier noir                      | PM no 325              |
| D 97437     | Donald Duck         | The Sign of the Triple Distlefink                     | janvier 1998   | Jour de malchance                                    | PM no 313              |
| D 98202     | Oncle Picsou        | The Dutchman's Secret                                 | mars 1999      | Le Secret du Hollandais                              | PM no 331              |
| D 98346     | Oncle Picsou        | Escape from Forbidden Valley                          | juillet 1999   | Les Évadés de la vallée interdite                    | PM no 339              |
| F PM 99001  | Oncle Picsou        | The Coin                                              | octobre 1999   | Le Prix du « sou »-venir                             | PM no 333              |
| D 99078     | Oncle Picsou        | The Quest for Kalevala                                | novembre 1999  | La Quête du Kalevala                                 | PM no 344              |
| F PM 00201  | Oncle Picsou        | Attaaaaaack!                                          | mai 2000       | À l'attaque !!!                                      | PM no 340              |
| D 2000-002  | Donald Duck         | The Three Caballeros Ride Again                       | septembre 2000 | Le Retour des Trois Caballeros                       | PM no 351              |
| D 2000-191  | Les Rapetou         | The Beagle Boys vs. The Money Bin                     | mai 2001       | Les Rapetou contre le coffre-fort                    | PM no 358              |
| D 2001-024  | Oncle Picsou        | The Crown of the Crusader Kings                       | octobre 2001   | La Couronne des croisés                              | PM no 363              |
| D 2001-095  | Oncle Picsou        | Forget It!                                            | mars 2002      | Oublie ça !                                          | PM no 367              |
| D 2001-143  | Géo Trouvetou       | Gyro's First Invention                                | mai 2002       | La Première Invention de Géo Trouvetou               | PM no 373              |
| D 2002-033  | Oncle Picsou        | The Dream of a Lifetime                               | décembre 2002  | Le Rêve d'une vie                                    | PM no 375              |
| D 2003-017  | Donald Duck         | Trash and Treasure                                    | octobre 2003   | Poubelle et Trésor                                   | PM no 391              |
| D 2003-081  | Oncle Picsou        | A Letter from Home (ou The Old Castle's other Secret) | février 2004   | Une lettre de la maison (ou Le Secret des Templiers) | PM no 393              |
| D 2003-235  | Oncle Picsou        | The Black Knight GLORPS again!                        | juin 2004      | Le retour du Chevalier Noir                          | PM no 397              |
| D HOF 5A    | Donald Duck         | The Starstruck Duck                                   | décembre 2004  | (Histoire inachevée, hors continuité)                | GEP no 7               |
| D 2004-032  | Donald Duck         | The Magnificent Seven (Minus Four) Caballeros!        | janvier 2005   | Les sept fantastiques Caballeros (moins quatre)      | PM no 402              |

° : titre français d'une parution postérieure à la première, et plus proche du sens du titre original.
Abréviations : DCV (Disney Club Vacances), JM (Journal de Mickey), PM (Picsou Magazine), GEP (La Grande Épopée de Picsou).

## Opinions politiques
Dans une interview accordée à Libération en 2017, il affirme sa sympathie pour le sénateur démocrate socialiste Bernie Sanders, leader de l'aile gauche du Parti démocrate et candidat aux primaires démocrates en 2016 et 2020. Il s'oppose au président Donald Trump, déclarant à son propos : « Bush Jr. était stupide mais c’était un adulte. Trump représente le pire de la société : l’adolescent blanc pas éduqué. »

## Prix et récompenses
- 1991 :  Prix Sproing de la meilleure bande dessinée étrangère pour Donald Duck : Retour à Xanadu
- 1995
  - Prix Eisner de la meilleure histoire à suivre pour La Jeunesse de Picsou, dans Uncle Scrooge no 285-296
- 1997
  - Prix Eisner du meilleur auteur humoristique pour ses planches de Walt Disney's Comics & Stories et Uncle Scrooge
  -  Prix Haxtur de la meilleure histoire courte pour La Jeunesse de Picsou : La quimera del oro, dans Olé Disney no 33
- 1998 :
  -  Prix Adamson du meilleur auteur international pour l'ensemble de son œuvre
  -  Prix Unghunden pour sa contribution à la bande dessinée jeunesse en Suède
- 2005
  -  Grand Prix International de la Foire du livre de Francfort
- 2013
  - Prix Eisner pour l'ensemble de son œuvre[16]
  - Prix Bill Finger
- 2016
  -  Album d'Or Glénat[8]